# Eton College
Eton College hay còn gọi tắt là Eton là một trường nội trú độc lập của nước Anh dành cho các học sinh nội trú tuổi từ 13 đến 18. Đây là một trường nam sinh lớn, có 1.300 học sinh, được thành lập năm 1440 bởi vua Henry VI của Anh với vai trò "The King's College of Our Lady of Eton besides Wyndsor".
Trường tọa lạc tại làng Eton, gần Windsor, Berkshire, và là một trong 9 trường độc lập (independent schools) của Anh. Theo truyền thống trường công cộng, Eton chỉ có toàn học sinh nội trú, có nghĩa là tất cả học sinh của trường đều sinh sống trong trường. Đây cũng là một trong bốn trường công vẫn tiếp tục giữ thông lệ chỉ tuyển nam sinh, ba trường còn lại là Winchester College, Harrow School và Radley College.
Trường Eton có một danh sách dài các cựu học sinh lỗi lạc. David Cameron, Thủ tướng thứ mười chín của Anh, đã học tại trường Eton và từng đề nghị Eton thành lập một trường do nhà nước quản lý nhằm nâng cao chất lượng.
The Good Schools Guide gọi Eton là "trường công cộng số một dành cho nam sinh", thêm vào đó, "giảng dạy cũng như điều kiện vật chất không thua kém trường nào khác". Đây cũng là một trường có mặt trong nhóm G20 Schools.

## Cựu học sinh
Eton tự hào lịch sử tồn tại hơn 500 năm, sản sinh ra 20 đời thủ tướng Anh là cái nôi đào tạo gia đình hoàng gia thế giới và là ngôi trường thơ ấu của nhiều nhân vật ưu tú thuộc mỗi lĩnh vực :
Giới hoàng gia và quý tộc :
- Robert Devereux, Bá tước thứ 3 xứ Essex (1591 – 1646)[8]
- Charles Townshend, Tử tước Townshend thứ 2 (1674 – 1738)[9]

- Henry St John, Tử tước Bolingbroke thứ nhất (1678 –1751)[10]
- Charles Talbot, Nam tước Hensoll thứ nhất (1685 – 1737)
- William Pitt, Bá tước thứ 1 của Chatham (1708 – 1778)
- Francis Dashwood, Nam tước Le Despencen thứ 11 (1708 – 1781)
- George Lyttelton, Nam tước Lyttelton thứ 1 (1709 – 1773)
- John Stuart, Bá tước thứ 3 xứ Bute (1713 – 1792)
- Henry Bathurst, Bá tước Bathurst thứ 2 (1714 – 1794)
- John Manners, Hầu tước xứ Granby (1721 – 1770)
- Charles Stanhope, Bá tước thứ 3 xứ Stanhope (1753 – 1816)
- Charles Manners, Công tước thứ 4 xứ Rutland (1754 – 1787)
- Arthur Wellesley, Công tước thứ 1 xứ Wellington (1769 – 1852)
- James Hamilton, Công tước thứ 7 của Hamilton (1775 – 1769)
- George Spencer-Churchill, Công tước thứ 6 xứ Marlborough (1793 – 1857)
- William George Hay, Bá tước thứ 18 xứ Errol (1801 – 1846)[11]
- Arthur Wellesley, Công tước thứ 2 xứ Wellington (1807 – 1844)
- John Spencer-Churchill, Công tước thứ 7 xứ Marlborough (1822 – 1883)
- Frederick Sleigh Roberts, Bá tước Roberts thứ nhất (1832 – 1914)
- William Hamilton, Công tước thứ 12 xứ Hamilton (1845 – 1895)
- Henry Wellesley, Công tước thứ 3 xứ Wellington (1846 – 1900)
- Arthur Wellesley, Công tước thứ 4 xứ Wellington (1849 – 1934)
- Alexander Cambridge, Bá tước thứ nhất xứ Athlone (1874 – 1957)
- Arthur Wellesley, Công tước thứ 5 xứ Wellington (1876 – 1941)
- Charles Paget, Hầu tước thứ 6 xứ Anglesey (1885 – 1947)
- Gerald Wellesley, Công tước thứ 7 xứ Wellington (1885 – 1972)
- John Manners, Công tước thứ 9 xứ Rutland (1886 – 1940)
- Vua Rama VII của Xiêm (1893 – 1941)
- John Spencer-Churchill, Công tước thứ 10 xứ Marlborough (1897 – 1972)
- Vương tử Henry, Công tước xứ Gloucester (1900-1974)
- Vương tử Nicholas của Romania (1903 – 1978)
- Douglas Hamilton, Công tước thứ 14 xứ Hamilton (1903 – 1973)
- Arthur Wellesley, Công tước thứ 8 xứ Wellington (1915 – 2014)
- Charles Manners, Công tước thứ 10 xứ Rutland (1919 – 1999)
- Henry Paget, Hầu tước thứ 7 xứ Anglesey (1922 – 2013)
- George Lascelles, Bá tước thứ 7 của Harewood (1923 – 2011); con trai của Mary, Vương nữ Vương thất
- John Spencer, Bá tước Spencer thứ 8 (1924 – 1992); cha của Diana, Vương phi xứ Wales
- John Spencer-Churchill, Công tước thứ 11 xứ Marlborough (1926 – 2014)
- Vương tôn Edward, Công tước xứ Kent (1935)
- Angus Hamilton, Công tước thứ 15 của Hamilton và Công tước thứ 12 của Brandon (1938 – 2010)
- Vương tôn William xứ Gloucester (1941 – 1972)
- Vương tôn Michael xứ Kent (1942)
- Vương tôn Richard, Công tước xứ Gloucester (1944)
- Peregrine Cavendish, Công tước thứ 12 xứ Devonshire (1944)
- Arthur Wellesley, Công tước thứ 9 xứ Wellington (1945)
- Vua Birendra của Nepal (1945-2001)
- George Windsor, Bá tước St Andrews (1962)
- William Cavendish, Bá tước Burlington (1968)
- Vua Dipendra của Nepal (1971-2001)[12]
- Alexander Windsor, Bá tước xứ Ulster (1974)
- William, Thân vương xứ Wales (1982)
- Vương tử Harry, Công tước xứ Sussex (1984)
- Edward Windsor, Nam tước Downpatrick (1988)

Hoạt động chính trị :
- Robert Walpole (1676-1745), Thủ tướng đầu tiên của Anh
- Bulstrobe Whitelocke (1605-1675), Nhà chính trị
- Edward Weston (1703-1770), Nhà chính trị
- George Selwyn (1719_1791), Nhà chính trị
- John Stuart (1713-1792 ), Thủ tướng Anh
- George Grenville (1712-1770), Thủ tướng Anh
- James Waldegrave (1715-1763), Thủ tướng Anh
- William Pitt (1708-1778), Thủ tướng Anh
- Frederick North (1732-1792), Thủ tướng Anh
- Thomas Lynch Jr (1749-1779), Một trong những Nhà sáng lập Hoa Kỳ và ký Tuyên ngôn Độc lập Hoa Kỳ
- John Simcoe (1752-1806), Sĩ quan
- Charles Stanhope (1753-1816), Nhà chính trị và Nhà khoa học
- William Wyndham Grenville (1759-1834), Thủ tướng Anh
- George Canning (1770-1827), Thủ tướng Anh
- Arthur Wellesley (1769-1852), Thủ tướng Anh
- Charles Grey (1764-1845), Thủ tướng Anh
- Henry Cavendish (1789-1873), Sĩ quan quân đội Anh
- Edward George Geoffrey (1799-1869), Thủ tướng Anh
- William Ewart Gladstone (1809-1898), Thủ tướng Anh
- Robert Gascoyne-Cecil (1830-1903), Thủ tướng Anh
- Henry Labouchère (1831–1912), Nhà chính trị
- Archibald Primrose (1847-1929), Thủ tướng Anh
- Arthur Balfour (1848-1930), Thủ tướng Anh
- Robert Cecil(1864-1958), Nhà chính trị và là người nhận giải Nobel Hòa bình
- Anthony Eden (1897-1977), Thủ tướng Anh
- Maurice Macmillan (1894-1986), Thủ tướng Anh
- William Waddington (1826-1894), Thủ tướng Pháp
- George Lloyd (1879–1941), Bộ trưởng
- Douglas Clifton Brown (1879–1958), Chủ tịch Hạ viện
- Alexander Douglas-Home (1903-1995), Thủ tướng Anh
- Leopold III (1901–1983), Vua của Bỉ từ năm (1934-1954)
- James Chichester-Clark (1923–2002), Thủ tướng Bắc Ireland từ năm (1969–1971)
- James Hamilton (1942), Chính trị gia và Nam tước Selkirk của Douglas
- Birendra (1945–2001), Vua của Nepal từ năm (1972–2001)
- Peter Ramsauer (1954) Bộ trưởng
- Oliver Letwin (1956), Bộ trưởng
- Boris Johnson (1964), Cựu Thủ tướng Anh
- Abhisit Vejjajiva (1964), Cựu Thủ tướng Thái Lan
- Bill Wiggin (1966), Thành viên Quốc hội
- David Cameron (1966), Cựu Thủ tướng Anh
- Dipendra (1971–2001), Vua của Nepal từ năm (2001)
- Bim Afolami (1986), Chính trị gia và Nghị sĩ

Nghệ thuật, thể thao, văn học và xã hội :
- John Rosewell (1671–1682), Hiệu trưởng Eton
- Thomas Thackeray (1693–1760), Hiệu trưởng trường King's College
- John Keate (1773–1852), Hiệu trưởng Eton
- Beau Brummell (1778–1840), Nhà thời trang, người khởi xướng phong trào thời trang mới ở Châu Âu
- John Lonsdale (1788–1867), Hiệu trưởng Trường King's College London
- William Evans (1798–1877), Hiệu trưởng Eton
- Richard William Jelf (1798–1871), Hiệu trưởng Trường King's College London (1843–1868)
- Edward Thring (1821–1887), Hiệu trưởng Trường Uppingham
- Robert Bridges (1844–1930), Nhà thơ
- John Maynard Keynes (1883–1946), Nhà kinh tế học
- George Orwell (1903–1950), Tiểu thuyết gia
- Ian Fleming (1908–1964), Nhà văn, nhà báo
- Adrian Cadbury (1929–2015), Doanh nhân
- Jeremy Sandford (1930–2003), Nhà biên kịch
- Julian Slade (1930–2006), Tác giả và nhà soạn nhạc
- Neal Ascherson (1932), Nhà báo và tác giả
- Colin Clark (1932–2002), Nhà làm phim
- Howard Hodgkin (1932–2017), Họa sĩ
- Rory McEwen (1932–1982), Họa sĩ
- Teddy Millington-Drake (1932–1994), Nghệ sĩ
- Jeremy Brett (1933–1995), Diễn viên
- Duff Hart-Davis (1936), Tác giả và nhà báo
- Peter Hill-Wood (1936–2018), Chủ tịch Arsenal FC (1982–2013)
- Hugh Hudson (1936), Đạo diễn phim và chủ ngân hàng đầu tư
- Derry Moore (1937), Nhiếp ảnh gia
- Henry Blofeld (1939), Nhà báo
- Jonathan Cecil (1939–2011), Diễn viên
- Christopher Gibbs (1938–2018), Nhà buôn nghệ thuật
- Simon Keswick ( 1942), Nhà công nghiệp
- Robert Christie (1942–2012), Vận động viên
- Hugo Williams ( 1942), Nhà văn
- Adam Hart-Davis (1943), Nhà văn và phát thanh viên
- Ian Ogilvy (1943), Diễn viên
- Jeremy Child (1944), Diễn viên
- Magnus Linklater (?-?), Nhà báo, nhà văn và cựu biên tập viên tờ báo
- Ranulph Fiennes (1944), Nhà thám hiểm
- Richard Alston ( 1948), Giám đốc nghệ thuật
- William Waldorf Astor (1951), Doanh nhân
- David Sheepshanks (1952) Chủ tịch Liên đoàn bóng đá
- Charles Gordon-Lennox (1955), Chủ tịch Câu lạc bộ Đua xe Ô tô
- Robin Birley (1958), Doanh nhân
- Matt Ridley  (1958), Nhà động vật học
- Rupert Soames (1959), Nhà công nghiệp,giám đốc Aggreko
- Sir Aubrey Thomas Brocklebank (1952), Doanh nhân
- James Sassoon (1955), Doanh nhân
- Nigel Oakes (1962), Doanh nhân
- Alex Wilmot-Sitwell (1961), Đồng Chủ tịch kiêm Giám đốc điều hành, Ngân hàng Đầu tư
- Brent Hoberman (1968), Giám đốc điều hành
- Atticus Ross (1968), Nhà soạn nhạc, người đoạt giải Oscar
- Damian Lewis (1971), Diễn viên
- Nathaniel Philip Rothschild (1971), Nhà tài chính
- Jeremy Sheldon (1971), Tác giả
- Guy Walters (1971), Tiểu thuyết gia và nhà báo
- Rory Stewart (1973), Nhà thám hiểm, nhà văn và thành viên Quốc hội
- Tom Parker Bowles (1974), Nhà văn
- Will Adamsdale (1974), Diễn viên
- James Archer (1974), Nhà kinh doanh chứng khoán
- Bear Grylls (1974), Vận động viên và diễn giả

- Dominic Cazenove (1975), Diễn viên
- Tom Hiddleston (1981), Diễn viên
- Harry Lloyd (1983), Diễn viên

Khoa học và Triết học :
- John Barker (1471–1482), Nhà logic học
- Henry More (1614–1687), Nhà triết học
- Robert Boyle (1627–1691), Nhà triết học tự nhiên

- John William Strutt (1842–1919), Nhà khoa học đoạt giải Noble
- Charles Ross (1872–1942), Nhà phát minh
- Edward Thomas Hall (1924–2001), Nhà khoa học
- Charles A. Burney (1930), Nhà khảo cổ học
- Francis Pryor (1945), Nhà khảo cổ học